# Liinsand (Schiff)
Die Liinsand ist ein Katamaran der Watten Fährlinien in Husum. Das Schiff wird von der Reederei im Fährverkehr zwischen Flensburg und Sønderborg eingesetzt.

## Geschichte
Der Katamaran wurde unter der Baunummer 57 auf der Werft Loça Mühendislik in Tuzla, Türkei, gebaut. Die Fertigstellung erfolgte am 14. Juni 2017.
Das Schiff wurde Ende Februar 2018 als Wassertaxi im nordfriesischen Wattenmeer in Dienst gestellt. Im Sommer 2019 wurde der Dienst eingestellt.
Ab August 2019 wurde das Schiff in den Sommermonaten auf der Elbe im Liniendienst zwischen Hamburg (Anleger Altona am Fischmarkt), Wedel (Anleger Schulau) und Stadersand als Elblinien eingesetzt. Bis zum Ende der Saison 2021 wurde der Anleger „Twielenfleth“ anstatt „Lühe“ angelaufen. Ab der Saison 2022 wurde neu der Anleger „Lühe“, dafür aber nur noch Donnerstags der Anleger „Twielenfleth“ angelaufen. Ab der Saison 2023 wurde „Twielenfleth“ nicht mehr angelaufen. Ende Juli 2023 wurde auch Blankenese angelaufen. Die Fährverbindung war nicht in den Hamburger Verkehrsverbund integriert.
Am 27. Dezember 2021 nahm die Reederei Watten Fährlinien mit dem Schiff den als Norderney-Express vermarkteten Verkehr zwischen Norddeich und Norderney auf. Die Verbindung wurde zunächst testweise bis Mitte März 2022 angeboten, bevor das Schiff wieder auf die Verbindung über die Elbe wechselte.
Im September 2023 beendete die Reederei die Saison vorzeigig. Seit dem 18. März 2024 verkehrt das Schiff zwischen Flensburg und Sønderborg.
Benannt ist das Schiff nach einer Sandbank zwischen Sylt und Föhr.

## Technische Daten und Ausstattung

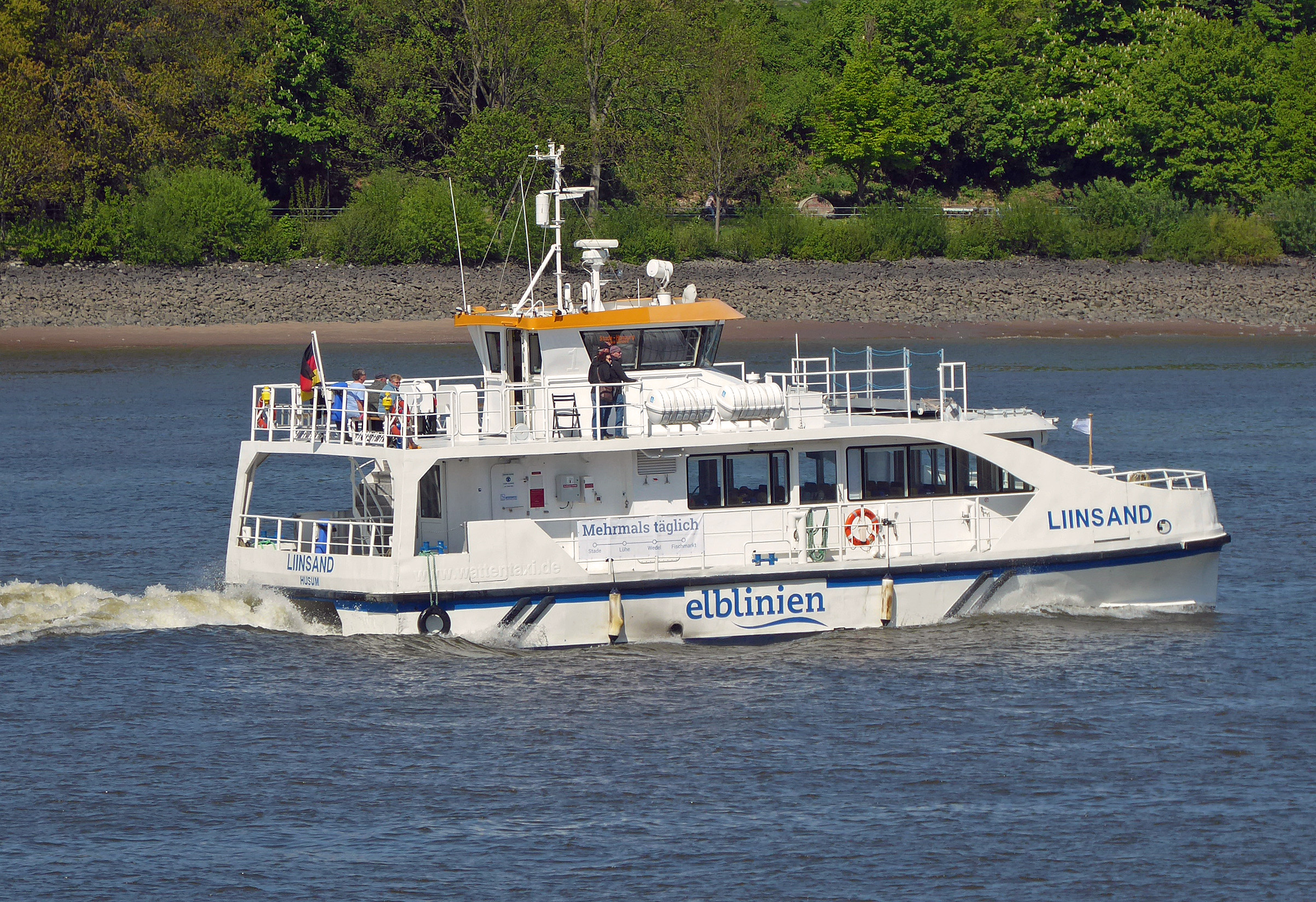
Heckansicht der Liinsand

Das Schiff ist mit einem von Becker Marine Systems entwickelten Hybridantrieb ausgestattet. Außerhalb des Hafens wird es von zwei Viertakt-Sechszylinder-Dieselmotoren des Herstellers Scania (Typ: DI13 78M) mit jeweils 405 kW Leistung angetrieben, die über Reintjes-Hybridgetriebe auf zwei Festpropeller wirken. In den Häfen wird der Antrieb auf Elektroantrieb umgeschaltet. Für den Elektroantrieb kommen zwei Lithium-Ionen-Akkumulatorsysteme mit jeweils 52,5 kWh zum Einsatz.
Die Dieselmotoren sind mit einem SCR-Abgasreinigungssystem ausgestattet.
Der Katamaran ist für 50 Passagiere zugelassen. Außerdem können 15 Fahrräder befördert werden.